# Tando Zinze
Tando Zinze, também chamada de Tanto-Zinze ou Zenze, é uma cidade e município angolano que se localiza na província de Cabinda.
Anteriormente uma vila-comuna do município de Cabinda, em 5 de setembro de 2024 foi elevada a condição de cidade e município da província de Cabinda.
Além da comuna-sede, a cidade de Tando Zinze, compõe-se também da comuna de Malembo.
O reino de Cacongo, um dos Estado confederados do reino do Congo e mais importante ente soberano a se desenvolver no território da província cabindina, mantinha capital em Caio-Caliado (actual cidade de Tando Zinze).
O termo Tando Zinze provém da língua congo. Tando deriva do termo nthandu, que significa "planície", e Zinze deriva do termo nzinzi, que significa "mosca" ou "formiga preta". Tando Zinze significa, portanto, "planície de moscas" ou "pântano das formigas pretas".